# Kellékfeleség
A Kellékfeleség (eredeti cím: Just Go with It)  2011-ben bemutatott amerikai romantikus vígjáték. Rendező Dennis Dugan. Főszereplők Adam Sandler és Jennifer Aniston.
A film ötlete lazán alapszik az 1969-es A kaktusz virága című film alapötletén.
Magyarországon 2011. március 10-én mutatták be a mozik.

## Rövid történet
Egy orvos nős embernek adja ki magát, hogy a nők, akik az ágyában kötnek ki, ne akarják elvetetni magukat vele. Amikor az aktuális barátnője szeretne megismerkedni a „feleségével”, az orvos az asszisztensét kéri fel erre a feladatra.

## Cselekmény
|  | Alább a cselekmény részletei következnek! |

Danny Maccabee (Adam Sandler) sikeres plasztikai sebész Los Angelesben. Magánéletében 20 évvel ezelőtt volt egy törés, amikor majdnem elvett egy nőt, aki nem szerette őt. Azóta óvatosabb a nőkkel, azt a trükköt alkalmazza, hogy nyíltan egy jegygyűrűt hord, emiatt a nők nem akarnak hozzá menni feleségül, hiszen „nős férfi”. Az egyetlen nő, akihez őszinte, a menedzsere és asszisztense, Katherine Murphy (Jennifer Aniston), egy elvált nő két gyerekkel. Egy bulin Danny találkozik Palmerrel (Brooklyn Decker), aki általános iskolai matektanár. Danny a találkozó előtt zsebre teszi a gyűrűjét, reggel azonban Palmer megtalálja nála, és kérdőre vonja. Palmer szakít vele, mert a szülei is egy házasságtörés miatt váltak el, és ő nem akar ugyanolyan lenni.
Danny elmegy az iskolába, ahol Palmer tanít, egy virágcsokorral, azonban a csokor a kukában végzi. Ahelyett, hogy elmondaná neki az igazságot (ti. hogy nem nős), azt mondja, hogy válófélben van. Felesége neve „Devlin”, aki megcsalta őt egy „Dolph Lundgren” nevű férfival (nem a színésszel). Palmer ragaszkodik hozzá, hogy találkozhasson „Devlinnel”, ezért Danny kénytelen divatos ruhákat, cipőket és egyéb kiegészítőket vásárolni, hogy „felesége” úgy nézzen ki, mint egy sikeres plasztikai sebész neje.
Danny és Palmer egy szálloda kávézójában találkoznak Katherine-nel, aki elegáns autóval érkezik, és még egy néger testőrt is hoz magával (akit visszaküld a kocsihoz). Katherine eljátssza „Devlin” szerepét, és részletesen elmondja, miért akar elválni Dannytól. Minden rendben megy, azonban Katherine telefonhívást kap a lányától, kissé kiesik a szerepéből. Palmert váratlanul éri, hogy a párnak két gyereke van. Danny titokban találkozik Katherine gyerekeivel, hogy betanítsa őket a teendőikre, aminek természetesen ára van. A nagyobbik gyerek, Maggie pár száz dollárt kér naponta, míg a kisebb gyerek, Michael szeretne elutazni Hawaiira, hogy delfinekkel úszhasson. Danny ezt kapásból elutasítja. Amikor azonban Palmer is jelen van, Michael megzsarolja Dannyt, így kénytelenek mindannyian elutazni Hawaiira. A repülőtéren még egy meglepetés várja őket: megérkezik Danny idióta rokona, Eddie (Nick Swardson), aki azt játssza, hogy ő „Dolph Lundgren”, „Devlin” német kiejtésű barátja, aki civilben birkákkal foglalkozik. Eddie felfedi Katherine-nak, hogy azért kell sürgősen elutaznia, mert elküldte intim fényképét a volt barátnőjének, és annak aktuális barátja elől menekülnie kell.
A hawaii hotelban Katherine és Danny összefutnak az igazi Devlin Adams-szel (Nicole Kidman), aki Katherine iskolatársa volt, és nagyon nem bírta. Ő férjével, Ian Maxtone-Jones-szal van, aki feltalálta az iPodot. Mivel Katherine és Devlin Adams mindig rivalizálnak, Katherine úgy mutatja be Dannyt, mint a férjét. Amikor Danny és Palmer Kathrine gyerekeivel van, Michael kiborul és azt mondja, hogy az apja nem szereti őt eléggé (az igazi apjára gondol). Palmer megharagszik Dannyra, mert azt hiszi, hogy őmiatta elhanyagolja a gyerekeit. Palmer ezért Katherine-nal van együtt, hogy Danny a gyerekekkel foglalkozhasson. Danny pár óra alatt megtanítja Michaelt úszni, amivel jó pontot szerez Katherine-nál és Palmernál is.
Katherine véletlenül összefut Devlinnel, aki meghívja őket vacsorára egy zenés bárba. Eddie örömmel beleegyezik, hogy addig ő vigye el Palmert valahova (egy jó távoli, lepukkant helyet talál, ahol mindjárt le akarják nyúlni a kocsiját). Vacsora közben azt javasolja Devlin Danny-nek és Katherine-nak, hogy mondják el egymásnak, mit szeretnek a másikban. Bár Danny „készült” „felesége” adataiból, erre a javaslatra nincsenek felkészülve, Danny és Katherine őszintén feltárják érzéseiket egymás előtt.
Palmer és Eddie jól elbeszélgetnek, amikor egy lány rémülten segítséget kér, és állatorvost keres. Mivel ehhez Eddie áll legközelebb, őt kérik, hogy segítsen egy birkán. A birka mozdulatlanul fekszik. Eddie eleinte óvatos, majd vadabb kezelésnek veti alá, ;s amikor ösztönösen a Heimlich-fogást alkalmazza, a birka torkából egy műanyag játék kerül elő, ezzel a birka magához tér.
Amikor Eddie és Palmer visszatérnek a szállodába, Palmer azt javasolja Dannynek, hogy ha el akarja venni, akkor házasodjanak össze ott, Hawaiiban, ahol ez gyorsan lebonyolítható. Danny és Katherine meglepődnek az ötleten, de nem tudnak ellentmondani neki. Danny az éjszaka folyamán felhívja Katherine-t, aki szintén nem tud aludni, és elmondja neki a kétségeit a házassággal kapcsolatban. Katherine biztatja, hogy tegye meg, ő pedig New Yorkba fog menni, ahogy már korábban említette, hogy ott új életet kezdjen.
Másnap reggel Palmer elmondja Katherine-nek, hogy szerinte Danny még mindig szereti őt. Egy tengerparti bárban Katherine ismét összefut Devlinnel, aki elmondja neki, hogy elválik a férjétől, mert kiderült, hogy a férfi meleg, és nem is ő találta fel az iPodot, hanem a Los Angeles Dodgerstől kapott pénzt, mert egy meccsen egy kipattanó labdától megsérült. Katherine bevallja Devlinnek, hogy Danny nem a férje, de szereti őt. Váratlanul Danny jelenik meg. Bevallja, hogy nem vette el Palmert, mert rájött, hogy valójában Katherine-t szereti.
Danny és Katherine folytatják a vakációjukat, Palmer pedig visszautazik a kontinensre, és már a repülőn találkozik egy profi teniszjátékossal (ő Andy Roddick — Brooklyn Decker valódi férje), akivel közös az érdeklődésük.
Michael vágya is teljesül, sikerül delfinekkel úsznia. Nem sokkal később Danny és Katherine összeházasodnak. Maggie megkezdi a színészképzőt az igazi Dolph Lundgrennel (ez annak idején az egyezség része volt Dannyval). Eddie végre kezd jól kijönni a nőkkel.
|  | Itt a vége a cselekmény részletezésének! |

## Szereposztás
| Színész          | Szerep                             | Magyar hang      |
| ---------------- | ---------------------------------- | ---------------- |
| Adam Sandler     | Dr. Daniel „Danny” Maccabee        | Csőre Gábor      |
| Jennifer Aniston | Katherine Murphy/„Devlin Maccabee” | Kökényessy Ági   |
| Nicole Kidman    | Devlin Adams                       | Pápai Erika      |
| Nick Swardson    | Eddie Simms/„Dolph Lundgren”       | Seszták Szabolcs |
| Brooklyn Decker  | Palmer Dodge                       | Gubás Gabi       |
| Dave Matthews    | Ian Maxtone-Jones                  | Galambos Péter   |
| Bailee Madison   | Maggie Murphy/„Kiki Dee Maccabee”  | Hermann Lilla    |
| Griffin Gluck    | Michael Murphy/„Bart Maccabee”     | Gerő Botond      |

## Megjelenése
A filmet az Egyesült Államokban és Kanadában 2011. február 11-én kezdték vetíteni. Magyarországon 2011. március 10-én mutatták be a mozik. DVD-n 2011. június 7-én jelent meg.

## Bevételek
A film első heti mozis bevétele 30,5 millió dollár volt, amivel az élen állt.
A film bevétele 103 028 109 dollár volt az Egyesült Államokban, nemzetközi piacokon 111 917 482 dollár, összbevétele 214 945 591 dollár.
A legnagyobb külföldi bevétel Oroszországból származott, ahol a bevétel 13 174 937 dollár volt.

## Fogadtatás
A Kellékfeleség többnyire negatív kritikákat kapott a kritikusoktól.
A filmkritikusok véleményét összegző Rotten Tomatoes 19%-ra értékelte 130 vélemény alapján. A hasonló módon működő, súlyozott átlagot számító Metacritic 33/100-ra értékelte 127 vélemény alapján.
A The Daily Telegraph brit újság „2011 10 legrosszabb filmje” közé sorolta, és hozzátette: „Vaskos és túlzsúfolt feldolgozása A kaktusz virága című 1969-es film ötletének, egy lompos romantikus komédia.”

## A film készítése
A filmet Los Angelesben és Hawaiin forgatták, de bizonytalanságban hagyják a nézőt, hogy a történet melyik Hawaii szigeten játszódik. Amikor a szereplők kirándulni mennek és átmennek egy függőhídon, ez Mauin van, de a következő jelenetben egy vízeséshez érkeznek, ami Kauain található (a Mauin lévő turistaútvonal egy duzzasztógátnál ér véget).
A szereplők a filmben Hawaiin a Waldorf Astoria szállodában laknak. Valójában ez a Grand Wailea szálloda volt Mauin (ez a Waldorf Astoria Hotels tulajdona).

## Forgatási helyszínek
- 1000 Gayley Ave, Los Angeles, Kalifornia, USA
- Beverly Hills, Kalifornia, USA
- Hotel Casa Del Mar – 1910 Ocean Way, Santa Monica, Kalifornia, USA
- Kauai, Hawaii, USA
- Los Angeles, Kalifornia, USA
- Maui, Hawaii, USA
- Oak Park, Kalifornia, USA
- Sony Pictures Studios – 10202 W. Washington Blvd., Culver City, Kalifornia, USA – stúdiófelvételek

## Fordítás
Ez a szócikk részben vagy egészben  a   Just Go with It című angol Wikipédia-szócikk fordításán alapul.  Az eredeti cikk szerkesztőit annak laptörténete sorolja fel. Ez a jelzés csupán a megfogalmazás eredetét és a szerzői jogokat jelzi, nem szolgál a cikkben szereplő információk forrásmegjelöléseként.